# Khädrub Gyatso
Khädrub Gyatso, ook wel Khedrup Gyatso, (Kangding, 19 december 1838 – Lhasa, 31 januari 1856), was de elfde dalai lama van Tibet.

## Achtergrond
Khädrub Gyatso werd vlak bij het klooster Gartar in de regio Kham geboren. In 1841 wordt hij als een van meerdere kandidaten naar Lhasa gebracht. Deze keer zijn Tibetaanse en Chinese bronnen eensluidend, dat voor de definitieve selectie rechtstreeks de procedure van de Gouden urn is gevolgd.
Deze dalai lama is na Lungtog Gyatso en Tsültrim Gyatso de derde achtereenvolgende van een rij dalai lama's (in totaal 5) die van buiten Centraal-Tibet afkomstig is. De achtste dalai lama was de laatste die in de aristocratie van Centraal-Tibet reïncarneerde. De positie van een dalai lama bracht met zich mee dat zijn familie na zijn erkenning meteen in de hoogste adelstand van Tibet werd verheven en landerijen, veestapels en horigen kreeg toegewezen. Het onder de familie te verdelen land moest afkomstig zijn van de overheid of van bestaande adellijke families die het land in de vorm van een leen hadden ontvangen. In de praktijk had dat meestal plaatsgevonden door vererving.
De herverdeling daarvan werd vanaf het begin van de 19e eeuw steeds moeilijker. Om al te grote spanningen tussen de bestaande adel uit Centraal-Tibet enerzijds en weliswaar niet-aristocratische, maar vrijwel altijd toch welvarende families anderzijds te voorkomen, ging men op zoek naar kandidaten buiten dit gebied. Families van buiten Centraal-Tibet konden ook gemakkelijker worden gelieerd aan bestaande grootgrondbezitters die zelf geen nakomelingen hadden.
Door de erkenning van Khädrub Gyatso ontstond de adellijke familie Phunkang, die tot in de 20e eeuw een rol speelde in de Tibetaanse politiek.

## DeDograoorlog

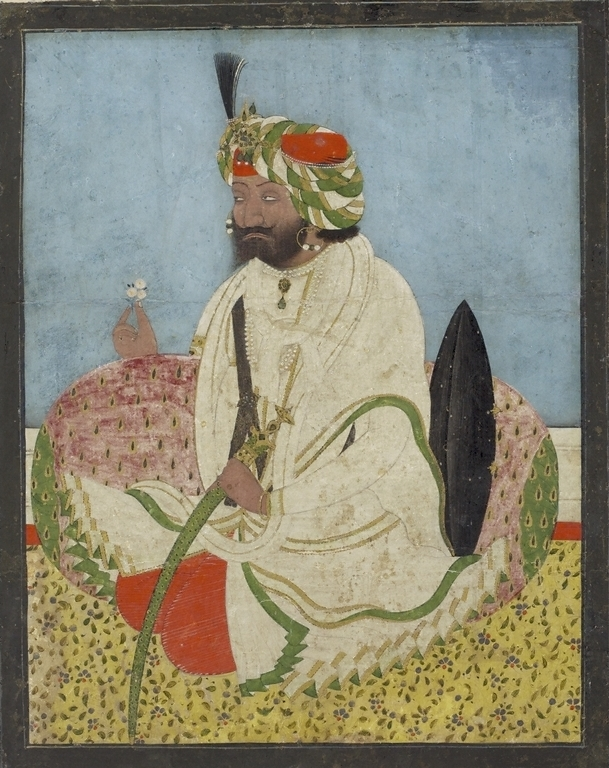
Maharaja Gulab Singh rond 1846. Miniatuur met bladgoud en waterverf op papier, Victoria and Albert Museum.

Deze gebeurtenis (in de Engelstalige literatuur meestal aangeduid als de Sino-Sikh war) was de belangrijkste ontwikkeling tijdens het begin van deze periode. De Dogra's zijn een ethische groep die begin 19e eeuw vooral in Jammu leefde. De heerser van dat gebied Gulab Singh had zijn gebied tussen 1835 en 1840 al sterk uitgebreid met de verovering van Kargil, Baltistan en Ladakh. In 1841 vallen zijn troepen onder leiding van zijn beste generaal Zorawar Singh het westen van Tibet binnen.
China was op dat moment verwikkeld in de Eerste Opiumoorlog. Het hof van de Chinese keizer Daoguang wist echter toch nog een contingent Chinese troepen te organiseren, die samen met Tibetaanse troepen weerstand probeert te bieden. Het was de laatste keer in de geschiedenis van Tibet dat Chinese troepen daar tegen een buitenlandse invasiemacht strijden. Het Tibetaans-Chinese leger werd in eerste instantie verslagen en de Dogra's rukten op tot in de buurt van het Manasarovarmeer. Dan zet echter een Tibetaanse winter met extreme kou in, die veel slachtoffers maakt onder de Dogra-troepen. Eind 1841 zet een Tibetaans-Chinees leger een succesvolle tegenaanval in en de Dogra troepen lijden een grote nederlaag. Het Tibetaans-Chinese leger rukt op tot in Ladakh en belegert de hoofdstad Leh. Gulab Singh weet echter hulptroepen te organiseren en juli 1842 lijdt het Tibetaans-Chinese leger een grote nederlaag in de Slag van Chushul.
Geen van de partijen heeft daarna ambities de strijd verder voort te zetten. Er wordt dan ook een vredesverdrag getekend, waarbij de grenzen, zoals die voor de oorlog tussen Ladakh en Tibet bestonden, herbevestigd worden. Voor Ladakh betekende deze episode het eind van zijn onafhankelijkheid. In 1846 werd het onderdeel van Jammu en Kasjmir en deel van Brits-Indië.

## Tibetaans-Nepalese Oorlog
In 1855 net nadat Khädrub Gyatso bekleed was met de bestuurlijke en politieke bevoegdheden van een volwassen dalai lama breekt er weer een oorlog met Nepal uit.

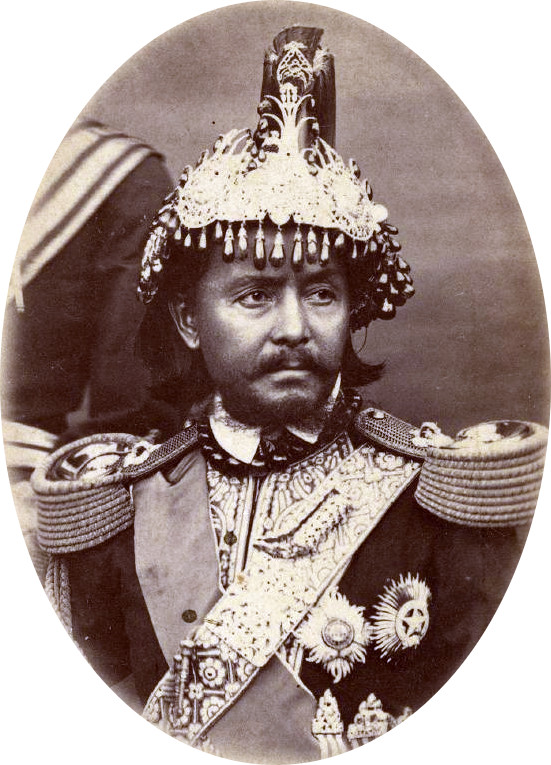
Jung Bahadur Rana.

Aan het eind van de 18e eeuw hadden twee invasies in Tibet door de gurkha's in 1788 en 1791 plaatsgevonden. De interventie van een omvangrijk Chinees leger was noodzakelijk geweest om de gurkha's het land weer uit te drijven. Nepal wordt gedwongen een vernederend vredesverdrag te sluiten. Met dit verdrag verliest Nepal alle voorrechten die het voorheen in Tibet bezat. Een van de bepalingen uit het verdrag is, dat Nepal tribuutplichtig aan China wordt. Eén maal per vijf jaar zal er vanuit Nepal een missie naar Peking reizen. Deze reizen zullen tot aan 1906 plaatsvinden.
De feitelijk heerser van Nepal in het midden van de 19e eeuw Jang Bahadur Rana besloot de historische voorrechten van Nepal in Tibet te herstellen en vooral de vernedering van 1791 te niet te doen. De macht van China was als gevolg van de Eerste Opiumoorlog ernstig verzwakt en vanaf 1850 woedde er de bloedige Taiping-opstand. Jang Bahadur realiseerde zich dus dat China niet in staat zou zijn tot enige militaire actie in Tibet.
Hij gebruikte het voorwendsel van een slechte behandeling van Nepalese handelaren in Tibet op de terugreis van Peking naar Kathmandu om het land binnen te vallen. Het Tibetaanse leger was volstrekt onmachtig om weerstand van betekenis te bieden. Er volgden aan aantal onderhandelingen en dat leidde enkele maanden na het overlijden van Khädrub Gyatso tot het verdrag van Thapathali in mei 1856.De Chinese ambans waren bij dit proces voornamelijk toeschouwers. De invloed van Nepal in Tibet nam als gevolg daarvan weer sterk toe. Het mocht een missie in Lhasa openen. Nepalezen in Tibet vielen niet onder Tibetaanse recht. Tibet zou oorspronkelijk Nepal een schadevergoeding van 10 miljoen rupees dienen te betalen, wat daarna werd teruggebracht tot een jaarlijkse betaling van 10.000 rupees per jaar. ( Dit bedrag is tot 1956 betaald.)
De dalai lama speelt in deze affaire -ondanks zijn formele bevoegdheden- geen enkele rol. Ook de rol van de regent is beperkt. De onderhandelingen worden geheel gevoerd door de belangrijkste minister en lid van de Kashag, Wangchug Gyalpo, die later in de periode 1862-1864 zelf regent in Tibet zou zijn.

## De regenten
De eerste regent in Tibet tijdens deze periode was de tweede Tsemönling rinpoche, Ngawang Yeshe Tsültrim Gyatso, waarvan het regentschap het langste was in de geschiedenis van Tibet. Ngawang Jampäl Tsültrim Gyatso was al regent vanaf 1819 tijdens de periode van de vorige tiende dalai lama Tsültrim Gyatso. In 1844 werd hij gedwongen af te treden. Tijdens met name de laatste jaren van zijn regentschap had hij vele tegenstanders weten te maken, waaronder de Chineseambans en de zevende Pänchen lama Pälden Tenpey Nyima. De beschuldigingen luidden machtsmisbruik, financieel bedrog, te grote corruptie. Er zijn ook beschuldigingen ten aanzien van een rol bij een moord op de vorige dalai lama.
Ngawang Jampäl Tsültrim Gyatso wordt gearresteerd en gevangengezet en al zijn bezittingen worden in beslag genomen. Monniken van zijn traditionele machtsbasis het klooster Sera weten hem echter te bevrijden en in veiligheid te brengen. Hierna treedt de panchen lama voor een periode van acht maanden als regent op. Uiteindelijk wordt de derde Reting rinpoche, Ngawang Yeshe Tsültrim Gyatso, de volgende regent. Die blijft dat met een korte onderbreking van enkele maanden tot 1862. In dat jaar wordt ook hij tot afreden gedwongen.

## De dalai lama en zijn overlijden
De dalai lama zijn monnikswijding af in 1848. in hetzelfde jaar betrekt hij het toen recent vergrootte en gerenoveerde Norbulingka. Tussen 1852 en 1854 bezoekt hij vele kloosters in Centraal-Tibet en het westen van het land, waaronder dat van Samye, het oudste Tibetaanse klooster. Medio 1855 wordt hij bekleed met de politieke en bestuurlijke bevoegdheden, die een volwassen dalai lama toekomen. Enige maanden daarna overlijdt hij in januari 1856.
De negende tot en met twaalfde dalai lama overleden allen op jeugdige leeftijd onder mysterieuze omstandigheden. In de officiële biografieën van deze dalai lama's wordt steeds vermeld dat hun natuurlijke dood het gevolg is van een ziekte. Er zijn echter nogal wat historici en tibetologen, die uitgaan van de veronderstelling, dat meerdere van deze vier dalai lama's vermoord zijn. Dat geldt dan met name voor de tiende en deze elfde dalai lama. Het zou dan handelen om een proces van vergiftiging.
- Biblioteca Nacional de España: XX1116004
- Gemeinsame Normdatei: 122235819
- International Standard Name Identifier: 0000 0000 4731 7655
- Library of Congress Control Number: no2002063351
- Nederlandse Thesaurus van Auteursnamen: 117372137
- Virtual International Authority File: 67343149
- WorldCat: E39PBJdCrGmYtVvM86pffPyKh3

1: Gendün Drub · 2: Gendün · 3: Sönam · 4: Yönten · 5: Ngawang Lobsang · 6: Tsangyang · (6: Yeshe) · 7: Kälsang · 8: Jampäl · 9: Lungtog · 10: Tsültrim · 11: Khädrub ·   12: Trinley · 13: Thubten · 14: Tenzin